# Гемерске Михаловце
Гемерске Михаловце (слч. Gemerské Michalovce) насељено је мјесто са административним статусом сеоске општине (слч. obec) у округу Римавска Собота, у Банскобистричком крају, Словачка Република.

## Становништво
| Година:    | 1994. | 2004.    | 2014.    | 2024.   |
| ---------- | ----- | -------- | -------- | ------- |
| Број људи: | 98    | 108      | 97       | 90      |
| Разлика:   |       | +10,20 % | -10,18 % | -7,21 % |

| Година:    | 2023. | 2024.   |
| ---------- | ----- | ------- |
| Број људи: | 92    | 90      |
| Разлика:   |       | -2,17 % |

Према подацима о броју становника из 2011. године насеље је имало 99 становника.